# 六步格
六步格是一種由六個音步組成的詩歌韻律行（英語中的「音步」指詩行中的主要重音節拍，而古希臘語和拉丁語中的「音步」不強調重音，而是描述音節的不同組合方式）。這是古典希臘與拉丁文學的標準史詩格律，見於《伊利亞特》、《奧德賽》和《埃涅阿斯紀》等作品。其他體裁的應用還包括賀拉斯的諷刺詩、奧維德的《變形記》以及俄耳甫斯的讚歌。根據希臘神話，六步格由阿波羅之女、德爾斐首位皮媞亞女祭司斐摩諾厄所創。

## 古典六步格
古典六步格的六個音步遵循以下規則：
一個音步可由兩個長音節（– –）組成，稱為長長格；或一個長音節加兩個短音節（– υ υ），稱為長短短格。
前四個音步可任選上述兩種形式。
第五音步幾乎總是揚抑抑格，第六音節必須是長長格或長短格（共同形成阿多尼斯格）。例外情況多見於以多音節（尤其希臘語）專有名詞結尾的詩行。
短音節（υ）指帶短元音且結尾無輔音的音節，長音節（–）則包含長元音、結尾輔音（或長輔音），或兼具兩者。單詞間空格不計入音節劃分，例如"cat"單獨為長音節，但"cat attack"劃分為短-短-長："ca"、"ta"、"tack"（υ υ –）。
通過行間音步序列的變化及停頓（Caesura，詩行內部的邏輯停頓）的運用，可避免格律單調性。

## 應用
儘管規則看似簡單，六步格在英語中應用困難，因英語屬重音計時語言，會壓縮重音節間的元音與輔音，而六步格依賴語音節奏的規律性。具備後者特性的語言（即非重音計時語言）包括古希臘語、拉丁語、立陶宛語和匈牙利語。
雖然古典六步格在英語中從未盛行（英語標準詩體為五步長短格），但六步長短格詩作在英語中並不罕見。16世紀有大量範例，17世紀亦有少量作品，最著名的是麥可·德雷頓用六步抑揚格雙行體寫成的《多利亞比恩》（1612年）。以下是德雷頓的範例（標記每行六音步）：
Nor a/ny o/ther wold / like Cot/swold e/ver sped,
So rich / and fair / a vale / in for/tuning / to wed.
17世紀時，六步長短格（又稱亞歷山大格）被用作英雄雙韻體的變體，也是考利與德萊頓的品達體頌歌及抒情詩節的許可格律之一。
19世紀，亨利·沃茲沃思·朗費羅、阿瑟·休·克拉夫等人嘗試將長短短六步格引入英語，但成效有限。傑拉德·曼利·霍普金斯多用六音步抑揚格與跳躍節奏創作。20世紀，威廉·巴特勒·葉慈採用帶強烈中間停頓的鬆散民謠式六音步行。六音步抑揚格偶有使用，而重音式六音步則常見於拉丁文翻譯及諸多詩作。
18世紀晚期，克里斯蒂約納斯·多內萊蒂斯將六步格改編適用於立陶宛語，其詩作《"Metai"（四季）》被視為立陶宛語中最成功的六步格文本。
匈牙利語的揚抑抑六步格詩歌參見揚抑抑六步格#匈牙利語應用。
阿爾伯特·邁耶（1893–1962年）在將荷馬《奧德賽》部分詩篇譯為伯爾尼方言時，採用了自然化的六步格形式。

## 外部連結
- 六步格教程，斯基德莫爾學院拉丁語揚抑抑六步格教學
- 六步格練習，掃描多位拉丁作家揚抑抑六步格詩行